# Jazzclubs der 52nd Street

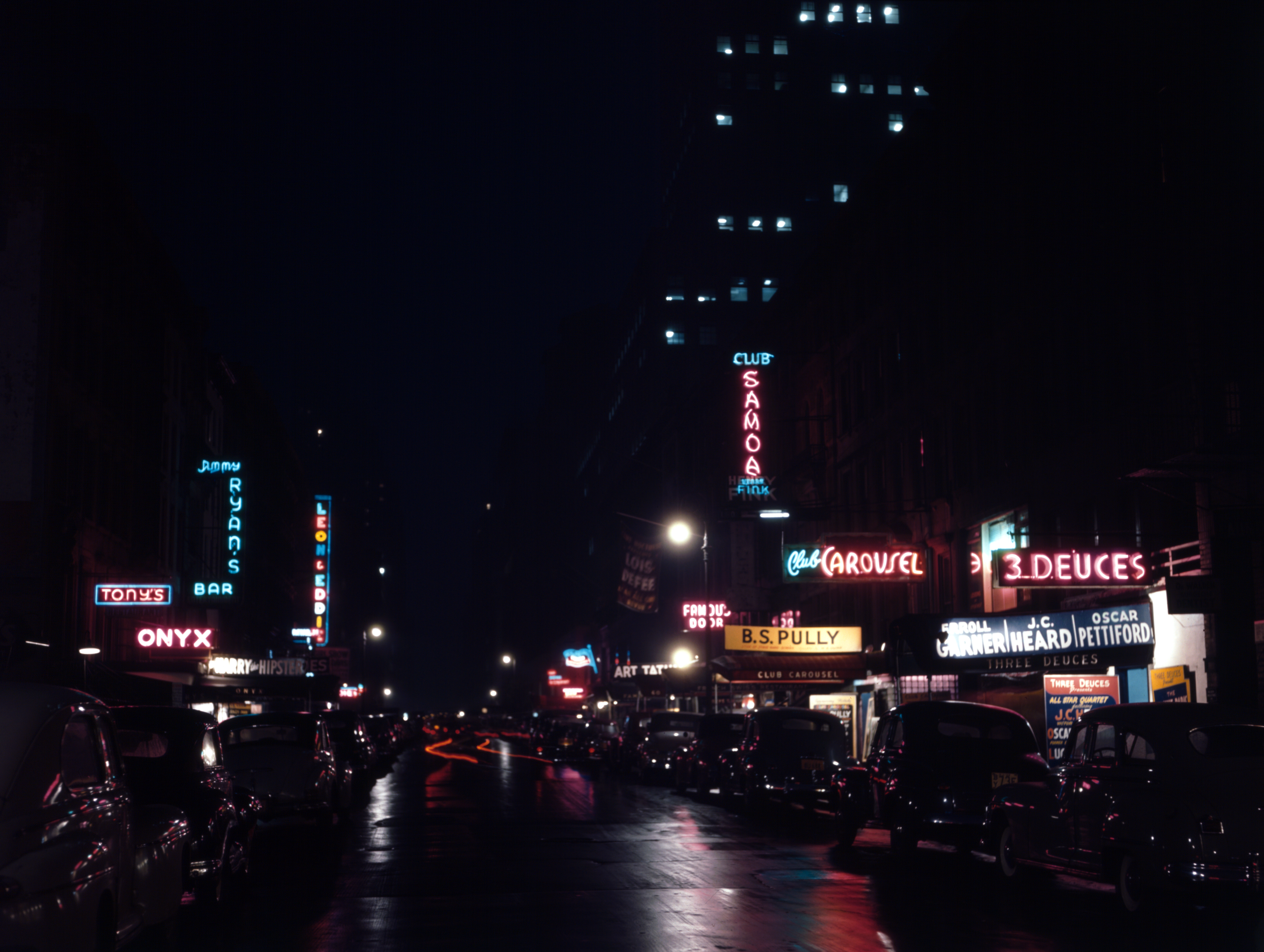
Blick von der 6th Avenue auf die 52nd Street bei Nacht (Mai 1948). Fotografie von William P. Gottlieb

Die legendären Jazzclubs der 52nd Street waren in den 1930er bis 1950er Jahren in New York City ein Mekka des Jazz, insbesondere des Bebop, so dass sie damals auch Swing Street, The Street that never sleeps oder Street of Jazz genannt wurde – manchmal reichte es auch den Taxifahrer anzuweisen, zu The Street zu fahren.

## Bedeutung der 52nd Street

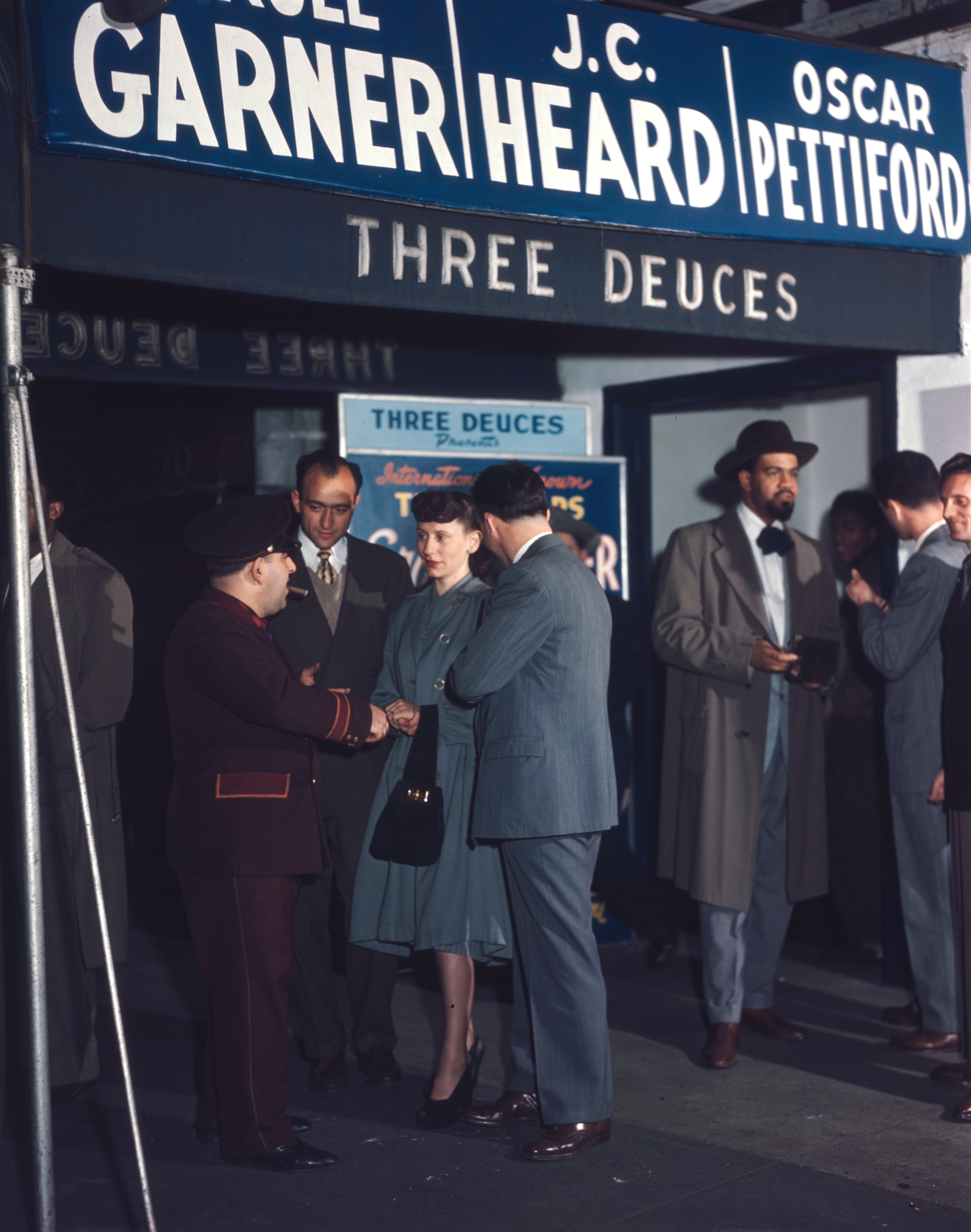
Ankündigung für das Erroll Garner Trio mit J. C. Heard und Oscar Pettiford am Three Deuces, ca. Juli 1948.
Fotografie von William P. Gottlieb

Die 52nd Street liegt im Theater Distrikt von Midtown Manhattan südlich des Central Park. Die meisten Jazzclubs lagen dort zwischen der 5th und 7th Avenue (West 52nd Street), die die Straße senkrecht schneiden, nahe dem Broadway. Bereits in den 1920er Jahren, zur Zeit der Prohibition, in der die Straße voller Flüsterkneipen (Speakeasies) war, wurde hier Jazz gespielt. Nach der Depression eröffneten hier in den 1930er Jahren immer mehr Jazzclubs, die dann insbesondere in der Hoch-Zeit des Bebop ab Mitte der 1940er Jahre aus dem Boden schossen. Zahlreiche Jazzmusiker, die vorher am nahen Broadway oder in anderen Clubs gespielt hatten (auch das CBS-Studio lag in der Nähe, ebenso die Radio City Music Hall), kamen danach hier in den Clubs zusammen um miteinander bis in den frühen Morgen zu spielen. George Wein berichtet, wie er als 14-jähriger Jazzfan aus Boston nachts mit 15 Dollar in der Tasche die Clubs der 52nd Street abklapperte und für den Preis von einem Dollar für ein Ginger Ale den Musikern lauschte, oft mit wenig Publikum, was die Musiker aber nicht störte:

„Es war das größte Gefühl das man haben konnte, speziell um drei Uhr morgens. Halb schlafend und dann wieder wach. Du warst allein bis auf vielleicht drei oder vier Paare und meintest die Musiker spielten für dich.“

Die Musiker zogen von einem Club zum anderen und fühlten sich wie in einer Bruderschaft, in der sie in einer Straße die ganze Geschichte des Jazz spielen und hören konnten (so Shelly Manne). Ein beliebter Treffpunkt der Musiker und gleichzeitig Jobbörse war die nahe gelegene Bar Charlie’s Tavern.
Landesweit bekannt wurde die 52nd Street auch durch Live-Übertragungen aus den Clubs von Radio-Disc-Jockey Symphony Sid. Heute ist davon nichts mehr übriggeblieben. Die meisten Jazzclubs verschwanden bis Ende der 1960er Jahre (der letzte 1968), und in der Straße sind heute Banken und Läden. Der Niedergang begann aber Ende der 1940er Jahre, als immer mehr Strip-Lokale dort aufmachten.
In den 1950er-Jahren konnten sich nur wenige Jazzclubs in Midtown-Manhattan länger halten, insbesondere das Birdland, das südlich der 52nd Street am Broadway gelegene Royal Roost (1945 gegründet, bekannt durch die Auftritte von Miles Davis 1948 mit den Birth of the Cool-Musikern), das Embers (161 East 54th Street, in dem vornehmlich Pianisten wie Marian McPartland spielten und das Treffpunkt vieler Broadway-Stars war) und das Basin Street (Broadway Ecke 51st Straße, später nach Umzug Basin Street East genannt). Die Jazzclubs konzentrierten sich ab den 1960er-Jahren in Greenwich Village (Village Vanguard, Five Spot, The Village Gate, Jazz Gallery).

## Beschreibung der Clubs

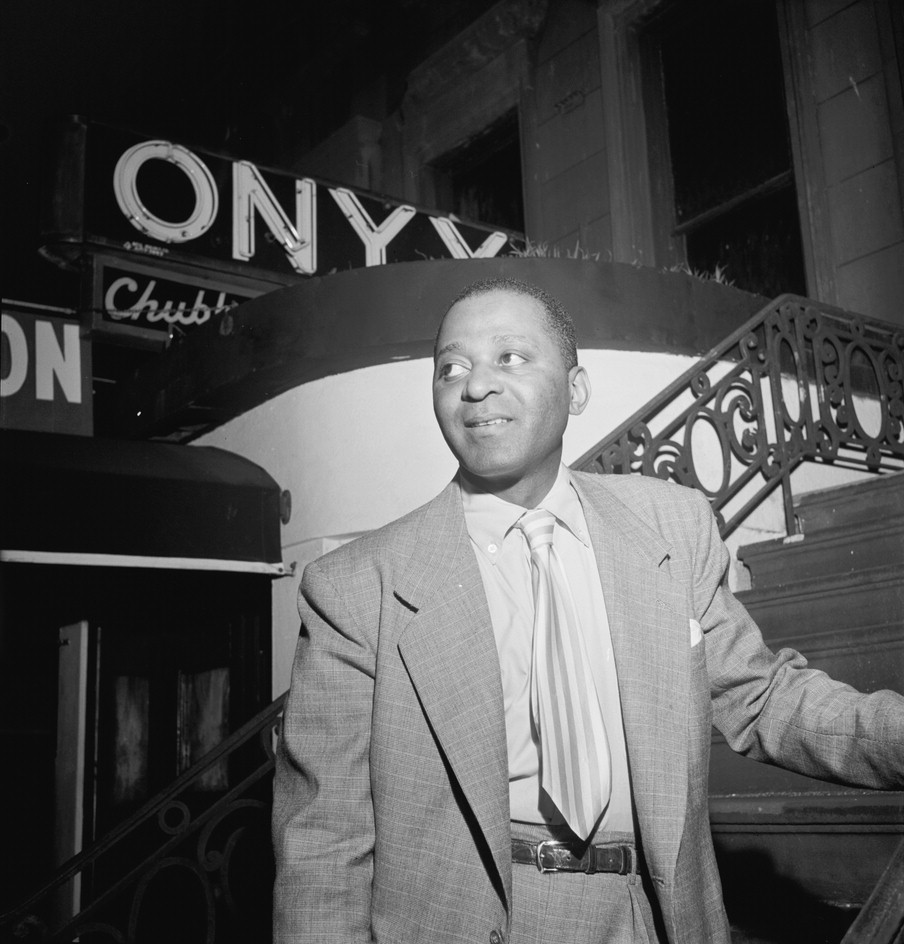
Wilbur De Paris vor dem Onyx, Juli 1947. Fotografie von William P. Gottlieb

Zu den Jazzclubs der 52. Street zählten:
- Aquarium. Im Aquarium entstanden von 1944 bis 1946 Mitschnitte der Auftritte von John Kirby, Charlie Barnet, Buddy Rich, des Count Basie Orchestra und des Duke Ellington Orchestra.[3]

- The Onyx, 35 West 52nd Street (1927–1934), 72 West (1934–1937), 62 West (1937–1939), 57 West 52nd Street (1942–1949). Gegründet 1927 als Speakeasy von Joe Helbock, 1949 geschlossen (von einem Strip-Club verdrängt). Bekannt durch die Band von Stuff Smith, es spielten aber auch Billie Holiday (1936, auch 1943/4), Art Tatum. In den 1940er Jahren wurde dort neben Swing und Dixieland Jazz auch Bop gespielt (u. a. Dizzy Gillespie).

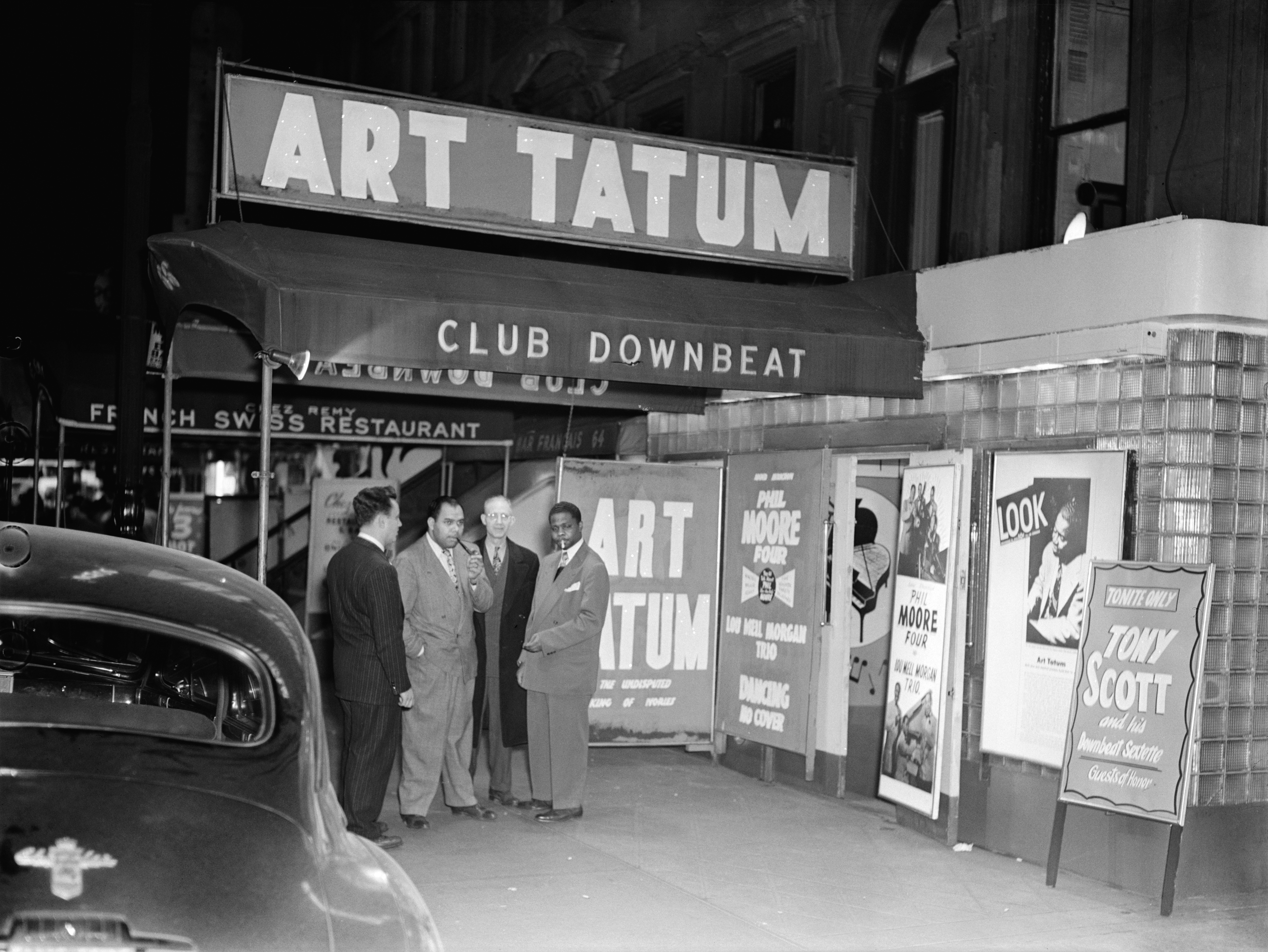
Im Eingang des Downbeat stehen die Musiker Phil Moore (ganz links) und Art Tatum (ganz rechts)
Fotografie von William P. Gottlieb

- Downbeat, 66 West 52nd Street (bis 1948), gegründet 1944 von Morris Levy (vorher war dort der Yacht Club). Hier spielten regelmäßig Dizzy Gillespie und Coleman Hawkins. Weiter u. a. Billie Holiday, Sarah Vaughan, Art Tatum, Lester Young. 1948 wurde aus dem Club ein Strip-Club. 1952 eröffnete ein Club gleichen Namens in der West 54th Street. Er bestand bis 1954 und präsentierte u. a. Mary Lou Williams. Ende der 1960er Jahre gab es einen Jazzclub dieses Namens in der Lexington Avenue/42nd Street, wo aber ab 1970 nur noch Rock gespielt wurde. 1993 wurde zum vierten Mal ein Jazzclub dieses Namens eröffnet.
- Three Deuces, 72 West 52nd Street. Er bestand 1937 bis 1950, als es ein Strip-Club wurde. Bekannt für die dort spielenden Bebop-Musiker wie Charlie Parker, aber auch Musiker wie Art Tatum, George Shearing, Ben Webster, Erroll Garner, Slim Gaillard und Slam Stewart und Ella Fitzgerald traten dort auf. Manager waren u. a. Sammy Kay und Irving Alexander. Es lag genau gegenüber Jimmy Ryan’s.
- Harlem Uproar House, gegründet 1937. In den 1930ern traten u. a. die Bands von Lucky Millinder, Coleman Hawkins, Mezz Mezzrow auf.
- Yacht Club
- Jimmy Ryan’s, 1940 von Jimmy Ryan gegründet und oft von den Beboppern frequentiert, aber auch von New-Orleans-Jazz-Musikern. Gut besucht waren die Jam-Sessions Sonntag nachmittags, bei denen die Musiker Schlange standen (Musiker wie Coleman Hawkins, Bobby Hackett, James P. Johnson, Hot Lips Page oder Roy Eldridge). Nach dem Tod von Ryan 1963 hieß es nur noch Ryan’s. An anderem Ort wieder eröffnet spielten dort in den 1970er Jahren regelmäßig Roy Eldridge und der Dixielandmusiker Max Kaminsky, bis der Club auch dort Mitte der 1980er einem Hotel weichen musste.
- The Famous Door, 35 West 52nd Street (1935/6), danach 66 West (1937–1943), 201 West (November 1943 – Anfang 1944), 56 West (1947–1950). Gegründet 1935, gemeinsam finanziert u. a. von Glenn Miller, dem Pianisten Lennie Hayton (der es leitete, der spätere Ehemann von Lena Horne) und Jimmy Dorsey als Begegnungsstätte für Musiker nach ihren Club-Auftritten und benannt nach einer nahe der Bar angebrachten Autogramm-Tür. In den 1930ern spielten hier Bigbands (wie die von Louis Prima bei der Eröffnung) und Dixieland-Musiker, aber auch z. B. Red Norvo, Bunny Berigan, Teddy Wilson, Billie Holiday und Bessie Smith. Mai 1936 schloss der Club und wurde im Dezember 1937 neu eröffnet. Besonders Bigbands (Count Basie 1938, Benny Carter, Woody Herman, Andy Kirk, Charlie Barnet 1939) spielten danach hier, aber auch z. B. Charlie Parker und Dizzy Gillespie (nach seinem nächsten Umzug 1943), Ella Fitzgerald, Lester Young, Art Tatum, Red Allen, Jack Teagarden, Ben Webster. 1950 wurde es ein Strip-Club, es gab aber auch in den 1960ern einen Jazzclub dieses Namens in der 52. Street. Später gab es auch in anderen Städten der USA Clubs mit dem Namen Famous Door, z. B. in New Orleans (dort spielten die Dukes of Dixieland). Harry Lim benannte sein New Yorker Jazz-Platten-Label Anfang der 1970er nach dem Club.
- Das (ursprüngliche) Birdland liegt am Broadway fast an der Ecke zur 52nd Street.
- Spotlite Club, 56 West 52nd Street. Er bestand von Dezember 1944 bis 1947 und war unter der Leitung von Clark Monroe, der vorher Clark Monroe’s Uptown House in Harlem führte. Hier spielten u. a. Coleman Hawkins, Ben Webster, Billie Holiday, Dizzy Gillespie Big Band, Charlie Parker, Bud Powell, Hot Lips Page.

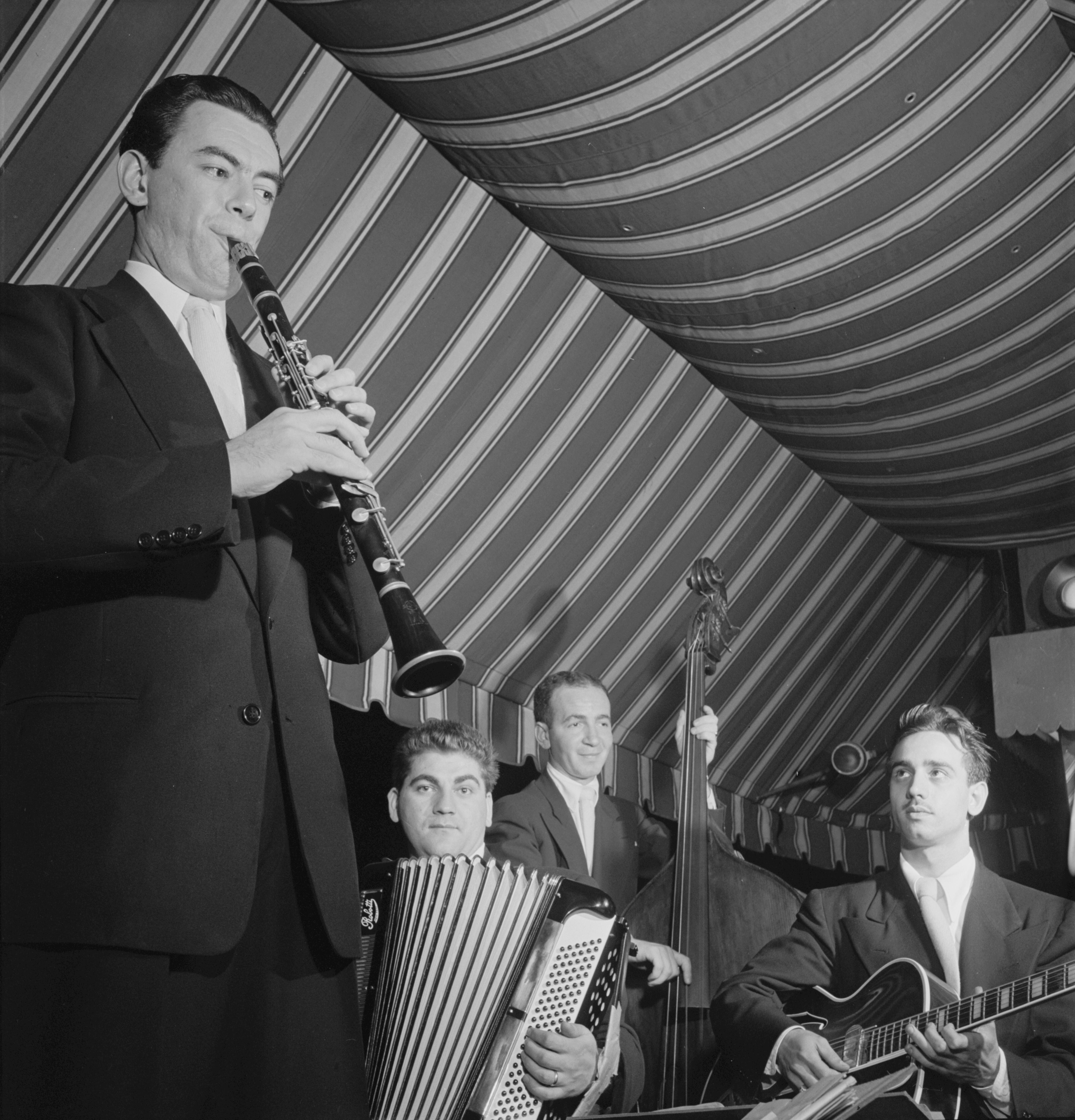
Abe Most (links) mit Pete Ponti, Sid Jacobs und Jimmy Norton, Hickory House, New York, ca. Juni 1947.
Fotografie von William P. Gottlieb

- Hickory House, 144 West 52nd Street, 1933 von John Popkin gegründet, 1968 geschlossen. Hier spielten u. a. in den 1950er Jahren regelmäßig Marian McPartland und in den 1960er Jahren Mary Lou Williams, aber auch Duke Ellington, Bobby Hackett, Jack Teagarden, Benny Goodman, Jutta Hipp und viele andere. Ein Steak-Restaurant (rund 380 Plätze, 60 an der Bar) mit kreisrunder Bar, in deren Mitte die Jazzmusiker spielten.
- Kelly’s Stable, 141 West 51st Street (bis 1940), 137 West 52nd Street (1940–1947). Hier entwickelte Coleman Hawkins 1939 seine Interpretation von „Body and Soul“. Der Name des Clubs stammt von einem bekannten Nachtclub (unter Leitung von Bert Kelly) der 1920er Jahre in Chicago. Der Club wurde von Ralph Watkins in den 1930ern gegründet (er verkaufte den Club 1947, nachdem er den Royal Roost mitgründete). Bekannt war der Club auch für seine All Star Jam-Sessions.
- Tondelayo’s

Thelonious Monk verewigt die Straße 1944 in seiner Komposition 52nd Street Theme.
Billy Joel veröffentlichte 1978 ein Album namens 52nd Street.